# 飾妝鎧弓魚
飾妝鎧弓魚（学名：Chitala ornata）又名七星飛刀，為輻鰭魚綱骨舌魚目弓背魚科的其中一種，為熱帶淡水魚，分布於亞洲湄公河流域，體長可達100公分，棲息在溪流底層水域，以魚類、甲殼類等為食，在清晨及黃昏活動，生活習性不明，可做為食用魚及觀賞魚。